# Туалетный Утёнок
Туалетный Утёнок (англ. Toilet Duck) — американский бренд чистящих средств для туалета.

## История
«Туалетный Утёнок» известен своей формой бутылки в форме утки, которая помогает распределять чистящее средство под ободком. Конструкция была запатентована в 1980 году компанией Durgol из Делликона, Швейцария. В настоящее время средства выпускаются компанией S.C. Johnson & Son.
«Туалетный Утёнок» продаётся в США, Великобритании и других странах мира. В Германии средства выпускались компанией Henkel под названием WC-Ente. В Нидерландах и Фландрии средство называется «Wc-eend», во Франции — «Canard-WC», в Италии — «Anitra WC», в Венгрии — «Toalett Kacsa», в Испании — «Pato WC», в Португалии — «WC Pato», в Мексике, Бразилии, Колумбии и Аргентине — «Pato Purific», а в Индонезии — «Bebek» (Bebek Kloset, Bebek Semerbak, Bebek Semerbak Flush, Bebek In Tank и Bebek Kamar Mandi).
Слово «Toilet» было исключено из названия в Великобритании и Ирландии, и теперь продукт называется «Duck». То же самое изменение произошло и в Венгрии, но также с английским «Duck» вместо «Kacsa». В настоящее время средства в бутылках в форме утки продаются в Северной Америке под брендом Scrubbing Bubbles.

## Ингредиенты
В состав «Туалетного Утёнка» входят следующие ингредиенты:
- Молочная кислота
- Вода
- Этоксилированный спирт
- Ксантановая камедь
- Лауретсульфат натрия

В зависимости от варианта используются различные красители и ароматизаторы, такие как:
- Жидкие морские: краситель Liquitint Blue, краситель Liquitint Pink AL, 2,6-диметил-7-октен-2-ол, 2-метокси-4-пропилфенол, 3,7-диметилокт-6-эненитрил, кумарин, дипропиленгликоль, эвкалиптол, гераниол, изоборнилацетат, изобутилсалицилат, линалоол.
- Жидкие цитрусовые: Liquitint Orange 157, 2-т-бутилциклогексилацетат, 3,7-диметилнона-2,6-диененитрил, аллил3-циклогексилпропионат, деканаль, дипропиленгликоль, этил2-метилвалерат, гамма-ундекалактон, метилбензилацетат, трицикло(5.2.1.02,6)дек-4-ен-8-илацетат, триэтилцитрат.
- Жидкая мята: Кислота синяя 93, дипропиленгликоль, масло мяты полевой.
- Жидкая сосна: Кислотный синий #9, FD&C жёлтый #5, 2,4-диметил-3-циклогексенкарбоксальдегид, 2,6-диметил-7-октен-2-ол, 2-метилундеканал, борнеол, кумарин, дипропиленгликоль, эвкалиптол, изоборнилацетат, лауральдегид, масло пачули.

## Рекламный слоган
В Нидерландах рекламный слоган «Wij van Wc-eend adviseren Wc-eend» («Мы, сотрудники Toilet Duck, рекомендуем Toilet Duck») был использован в кампании, которая завершилась в 1996 году. Более 20 лет спустя этот слоган по-прежнему используется в качестве общей поговорки, чтобы оспорить независимость «экспертных» заявлений, когда они согласуются с личными интересами.